# 15268 Wendelinefroger
15268 Wendelinefroger è un asteroide della fascia principale. Scoperto nel 1990, presenta un'orbita caratterizzata da un semiasse maggiore pari a 2,3666812 UA e da un'eccentricità di 0,2341253, inclinata di 2,75255° rispetto all'eclittica.